# Увімкніть північне сяйво
«Увімкніть північне сяйво» (рос. «Включите северное сияние») — український радянський дитячий художній фільм 1972 року.

## Сюжет
У школу-інтернат порту «Красін» з далекої Одеси прилетів Коля Чимбарцев. Його повинен зустрічати батько-гідролог. Але він не повернувся з наукової станції, розташованої на крижині, і не вийшов на радіозв'язок. Коля і його нові друзі вирішують самі через шкільну радіостанцію вийти в ефір. Зламавши прилад і бажаючи відстрочити покарання, хлопці збираються в кіно. Але, почувши попередження про шторм, ховаються під ліжко і засинають, залишивши, проте, записку, що йдуть в кіно. У селищі оголошено тривогу: в пургу пішли діти.

## У ролях
| Актор                 | Роль                                  |
| --------------------- | ------------------------------------- |
| Ігор Меркулов         | Коля Чимбарцев                        |
| Оля Казакова          | Наташа Соколова                       |
| Костя Леневський      | Льонька Соколов                       |
| Олена Легурова        | Ніночка                               |
| Міша Шунін            | Першокласник                          |
| Євген Леонов-Гладишев | Сергій Коновалов                      |
| Інга Третьякова       | Учениця інтернату                     |
| Костянтин Степанков   | Тато Наташі і Льоні Степан Васильович |
| Люсьєна Овчинникова   | Мама Наташі і Льоні Марія Петрівна    |
| Іван Рижов            | Капітан порту                         |
| Валерій Рижаков       | Гідролог, тато Колі Євген Чимбарцев   |
| Таїсія Котенічева     | Радистка Рая                          |
| Ольга Матешко         | Радистка Клава                        |
| Петро Соболєвський    | Директор школи Петро Савелійович      |
| Георгій Мілляр        | Вчитель фізики                        |
| Валентина Телегіна    | Кухарка                               |

## Знімальна група
- Автор сценарію: Радій Погодін
- Режисер-постановник: Радомир Василевський
- Оператор-постановник: Вадим Авлошенко
- Композитор: Геннадій Гладков
- Художник-постановник: Юрій Богатиренко
- Редактор: Василь Решетников
- Текст пісень: Юрій Ентін
- Директор картини: Г. Коган